# 가슴이 뛴다
《가슴이 뛴다》는 2023년 6월 26일부터 2023년 8월 15일까지 방영된 KBS 2TV 월화 드라마다.

## 기획 의도
100년 중 하루 차이로 인간이 되지 못한 반인 뱀파이어 선우혈과 인간미라고는 찾아볼 수 없는 여자 주인해가 어쩌다 동거를 시작하며 진정한 온기를 찾아가는 아찔한 목숨 담보 공생 로맨스

## 제작진

### 제작사
- 위매드
- 몬스터유니온

### 제작
- 이현욱
- 김형준

### 극본
- 김하나
- 정승주

### 연출
- 이현석 : KBS2 단막극 《KBS 드라마 스페셜 - 집우집주》(연출), KBS 2TV 수목 미니시리즈 《안녕? 나야!》(연출), KBS 2TV 월화 미니시리즈 《연모》(공동 연출) 연출

- 이민수 : KBS2 단막극 《KBS 드라마 스페셜 - 얼룩》(연출), KBS2 단막극 《KBS 드라마 스페셜 - 낯선 계절에 만나》(연출), KBS 2TV 월화 미니시리즈 《암행어사-조선비밀수사단》(공동 연출) 연출

## 등장 인물
- (†) 표시는 드라마 상에서 최종적으로 사망한 인물이다.

### 주요 인물
- 옥택연 : 선우혈 (남, 300살) 역 (†) - 가슴 뛰는 사랑을 하고파 인간이 되고픈 뱀파이어, 100년을 버티면 사람이 될 수 있었는데 불과 하루를 앞두고 잠에서 깨버렸다!

뱀파이어. 죽은 해선의 옛 정인.
선우혈. 경성에서 그의 이름을 모르는 사람이 없을 정도로 그는 유명했다.
이 땅에 처음 들어오는 신기한 물건들은 제일 먼저 사용해 봐야 직성이 풀리는 얼리어답터. 패션의 완성은 얼굴임을 몸소 보여주는 모던보이이자 트랜드를 주도하는 트랜드세터. 낮보다 밤을 사랑하는 사람들이 모여 날이 새도록 술 마시고 노래 부르고 이야기하는, ‘일면식’(*日免息, 해를 피해 쉬는 곳이라는 뜻을 가진 뱀파이어 아지트)이라는 공간의 호스트. ‘매너가 사람을 만든다’는 킹스맨의 명대사를 몸소 보여주듯 과하지도 모자라지도 않는 매너까지 장착한 보기 드문 미(美)남자. 하지만... 놀라지 마시라. 이 남자, 뱀파이어다.
뱀파이어들 사이에서도 우혈의 존재는 특별했다. 인간 되겠다고 사람 피도 끊고, 동굴에 들어가 쑥이랑 마늘만 씹어 먹고 버틴 또라이. 우혈의 꿈은 인간이 되는 것이다. 대체 왜 그렇게 인간이 되고 싶어하는 거냐 물으면, 거울에 비친 잘 생긴 자기 얼굴 좀 보고 싶다고 둘러대는데 (*뱀파이어는 거울에 모습이 비치지 않는다) 진짜 인간이 되고 싶은 이유는 따로 있다.
아주 오래 전. 흡혈귀라는 자신의 정체를 알고도 자신을 피하거나 무서워하지 않고 기꺼이 자신의 곁을 내어줬던 ‘해선’이라는 여자 아이. 가슴이 뛰지 않는 우혈에게 ‘가슴 뛰는 사랑’을 하고 싶게 만들어준 장본인. 해선은 흡혈귀 사냥꾼으로부터 우혈을 구하고 죽어가면서 말했다.
다시 만나 가슴 뛰는 사랑을 하자고. 그래서 우혈은 사람이 되기로 한다.
사람이 되어 다시 해선을 만나 가슴 뛰는 사랑을 하기로.16회에 도식이 칼을 내려놓는 순간 직접 몸에 칼을 집어 넣어 사망
- 원지안 : 주인해 (여, 27세) 역 - 찔러도 피 한 방울 안 나오는 여자, 상속받은 건물 지하에 뱀파이어가 산다?!

찔러도 피 한 방울 안 나오는 고등학교 ‘기간제’ 보건교사. 간호학과 재학시절. 찔러도 피 한 방울 안 나오는 애로 유명했다. 학교 다니는 내내 장학금을 놓친 적 없는 건 물론이고, 밥은 무조건 학생회관에서 해결. 안 해본 알바가 없을 정도로 악착같이 살았다. 채혈실습이 있던 날, 진짜 찔러도 피 한 방울 안 나오는 인해 때문에 교수님도 당황했다는 얘기가 전설처럼 전해 내려오고 있다.
이렇게 악착같이 사는데도 사는 건 녹록치 않다. 계약직 2년, 전세계약도 2년. 어디 한 곳 정착하고 싶지만 쉽지 않다. 이름만 ‘주인해’지 진짜 내가 주인인 건 아무것도 없다. 쿵쿵 심장은 뛰고 있지만, 정말 가슴 뛰는 삶을 살아본 적이 없는 것 같다.
중학교 무렵, 엄마가 몸이 좋지 않아 오랜 기간 병원 신세를 졌고, 아빠는 병원비를 감당하기 위해 애썼지만 빚은 눈덩이처럼 늘어만 갔다. 아빠는 돈을 벌기 위해, 또 빚쟁이들을 피해 다니기 위해 여기저기 떠돌아다니는 떠돌이 생활을 하게 됐다. 아픈 엄마는 인해가 고등학교 무렵 돌아가셨고, 소식이 끊겨버린 아빠는 엄마의 장례식에도 나타나지 않았다. 인해는 생각했다. 돈이 없으면 가족도 지킬 수 없구나. 돈이 없으면 불행해지는구나. 그래서 어떻게든 악착같이 돈을 벌어야겠다고 생각했다. 나는 혼자니까. 가족도, 친구도 아무도 없으니까. 날 지켜줄 수 있는 건 오직 돈 뿐이라는 생각으로.
그런데 어느 날 갑자기..
낭만이라곤 눈 씻고 찾아볼 수 없는 퍽퍽한 인해의 현실에 요상한(!) 판타지가 끼어든다. 전 재산이나 다름없는 전세금을 사기 당해 길바닥에 나앉게 되는 일을 시작으로, 빚만 잔뜩 있는 줄 알았던 아빠로부터 낡은 저택을 상속받고, 상속 받은 저택 지하에서 관 속에 잠들어있던 의문의 남자를 깨우고 만다.
세상에... 이 남자, 뱀파이어다!
- 박강현 : 신도식 (남, 30세) 역 - 반인뱀파이어의 피를 찾는 현대판 뱀파이어 사냥꾼, 영원한 생명을 얻기 위해선 그 자의 피가 필요해.

'새로고침' 부동산 개발 전문가. ‘새로고침’이라는 부동산 임대 및 컨설팅 회사의 대표. 오래된 것과 새로운 것을 적절히 조합해 독특하고 새로운 컨셉의 가게를 만드는 일을 한다. 그 공간들이 젊은 사람들 사이에서 핫 플레이스로 소문이 나며 유명세를 타고 있다. 소위 ‘있는 집’ 자식이지만 소탈하고 배려심이 깊다.
하지만 안타깝게도 집안 대대로 요절하는 심장질환 유전병을 갖고 있다. 그 병을 치료하기 위해 반인뱀파이어의 피를 찾고 있다.
사실 도식은 반신반의 했었다. 21세기에 뱀파이어라니. 그냥 전래동화처럼 전해 내려오는 이야길 뿐이라고 생각했었다. 우혈을 보기 전까진.
인해와는 대학시절 같은 학교 선후배 사이로 만났다. 자전거를 타고 가다 넘어진 도식을 간호학과 였던 인해가 치료해줬고, 도식은 그런 인해에게 그야말로 첫눈에 반했다. 인해가 듣는 교양수업은 전부 수강하고, 혼자 밥 먹는 인해의 밥친구가 되어줬다. 하지만 도식이 인해를 챙기려고 할 때마다 인해의 반응은 늘 한결 같았다. 괜찮아요. 전 신경 안 쓰셔도 돼요. 이상하게 그런 인해에게 자꾸 마음이 갔다. 신경쓰지 말라고 하니 더 신경이 쓰였다. 사람들은 인해가 찔러도 피 한 방울 안 나오는 애라고 했지만, 가까이서 본 인해는 외롭고 사랑이 고픈 여자애였다. 상처받기 싫어서 고슴도치처럼 가시를 세우고 있을 뿐.
끝내 인해에게 자신의 마음을 고백하지는 못했지만, 졸업 후에도 종종 인해를 생각했다. 꽤 오랜 시간이 흘러 예상치 못한 곳에서 인해와 재회한 그날. 도식은 다 잊은 줄 알았던 옛 감정이 되살아났다. 아니 다시 대학생 때로 돌아간 것 같은 설레는 기분을 느꼈다. 괜찮다면 다시 인해와 잘 해보고 싶은 마음도 생긴다.
근데, 이게 웬걸? 인해가 귀신 나올 것 같은 오래된 집에서 웬 남자랑 같이 살고 있다?!
- 윤소희 : 윤해선 역 - 심장이 안 뛰면, 가슴 뛰는 사랑도 할 수 없는 걸까?

뱀파이어인 우혈에게 가슴 뛰는 사랑을 꿈꾸게 만든 장본인. 조선 시대 양반집 규수로, 호기심 많고 넓은 아량을 지녔다. 뱀파이어인 우혈을 지키려다 화살에 맞고 숨을 거둔다. 우혈의 옛정인.
- 윤소희 : 나해원 (여, 27세) 역 (†) - 조선시대 '해선'이 환생한 듯 똑 닮은 그녀, 내가 갖고 싶은 건 꼭 가져야겠어. 그게 집이든, 남자든.

부동산 투자자. 소위 말하는 금수저. 부동산 재벌의 하나뿐인 외동딸이다. 재산 갖고 싸울 형제자매도 없는 무남독녀 외동딸에, 부모님의 좋은 유전자만 쏙쏙 물려받아 얄미울 정도로 예쁘다. 부족함 없이 사랑받고 자란 사람 특유의 여유로움과 해맑은 미소가 매력적이다. 그 모습이 과거 조선시대 우혈을 대신해 죽은 해선이 환생한 듯 꼭 닮았다.

### 우현 주변 뱀파이어들
- 윤병희 : 이상해 (남, 200세) 역 - 뱀파이어, 타로마스터.

비주얼 나이로는 우혈, 동섭보다 형님처럼 보이지만, 뱀파이어 서열로는 막내다.
말이 많고 감정기복이 심하다. 타고난 한량 스타일. 이거 했다가, 저거 했다가 뭐 하나 진득하게 못한다. 어디로 튈지 모르는 사고뭉치. 여자들한테 인기 많고 잘 생긴 우혈에게 은근한 열등감이 있다. 우혈이 입는 옷, 하는 말, 제스쳐까지 은근히 우혈을 따라한다. 허세와 낭비벽, 팔랑귀까지 삼박자 고루 갖춰 사기 당하기 딱 좋은 캐릭터. 일명 마이너스의 손. 사업실패와 도박 등으로 날린 돈도 상당하다. 200년 넘게 살고 있지만 모아둔 돈 한 푼 없이 늘 생활고에 시달리고 있다. 현재는 타고난 말빨과 스토리텔링 능력을 활용, 타로 카페에서 타로마스터로 활동 중이다.
- 고규필 : 박동섭 (남, 200세) 역 - 뱀파이어, 분식집 사장.

인해가 근무하는 고등학교 앞에서 분식집을 운영하는 자영업자 뱀파이어.
뱀파이어라 맛은 못 보지만, 간 한 번 보지 않고도 음식을 만들어낸다.
뱀파이어 중 우혈과 가장 인연이 길다. 그래서 우혈을 친형처럼 생각하며 믿고 따른다.
우혈이 잠들고 난 후, 긴 세월 방황하다가 겨우 분식집을 차렸지만 그마저도 녹록치 않다.
가게 월세는 하늘 높은 줄 모르고 치솟고, 벌이는 갈수록 떨어지는, 뱀파이어들이 인간에게 피 빨리는 세상을 살아가는 중이다.
- 문승유 : 로즈 (여, 200세) 역 - 뱀파이어, 댄서.

200년을 넘게 살아오고 있지만, 늘 젊은 감각을 잃지 않는, 요즘 MZ세대보다 더 MZ세대 같은 뱀파이어. 야행성인 뱀파이어의 특성을 십분 살려 인간들에겐 식료품을, 뱀파이어들에게 신선한 혈액팩을 배송한다. 새벽배송이 끝나고 남는 시간엔 춤을 춘다. 본명은 장미. ‘로즈’는 댄서명이다. 여느 뱀파이어들과 달리 죽지 않고 사는 삶이 축복이라고 생각하는 밝고 긍정적인 캐릭터.
- 백서후 : 리만휘 (남, 200세) 역 - 뱀파이어, 인간을 혐오하는 잔혹한 뱀파이어.

자신의 이익을 위해서라면 뱀파이어보다 더 잔인한 짓을 하는 것들이 인간이라 생각한다.
그래서 인간이 되고 싶어하는 우혈을 이해하지 못한다.
옛날부터 인간흡혈도 서슴지 않는 잔혹함으로 본명인 만휘가 아닌 ‘마귀’로 불렸다.
세상이 변해 자신의 존재를 숨기고 뱀파이어 같은 인간들의 뒤를 봐주고 댓가를 받으며 살아가지만, 가끔 통제 불가능한 본능이 나타나기도 한다.

### 동네 사람들
- 백현주 : 고기숙 (여, 50대) 역 - 대박정육점 주인.

우혈의 저택 근처에서 오랫동안 정육점을 운영해 온 동네 터줏대감.
동네에서 벌어지는 웬만한 일들은 다 꿰고 있다. 아무도 살지 않는 듯한, 동네 땅값 떨어지게 만드는, 기괴한 분위기를 풍기는 낡은 저택이 늘 거슬렸는데. 어느 날, 그 저택에 들어와 살기 시작한 우혈과 인해를 못마땅하게 지켜본다. 특히 하루가 멀다하고 선지만 사가는 우혈의 정체에 대해 의심을 품는다.
- 정영기 : 김광옥 (남, 40대) 역 - 오시오 양복점 주인, 민재의 아버지.

4대째 가업을 이어받아 양복점을 운영하고 있다.
경성 때부터 집안 대대로 우혈의 양복을 맞춰준 인연이 있다.
허나 우혈이 뱀파이어라는 사실은 꿈에도 모른 채, 기숙과 함께 우혈을 동네에서 내쫓으려고 한다.
- 김도건 : 김민재 (남, 7세) 역 - 광옥의 아들

### 그 외 인물들
- 고양이 (목소리 : 김인권) : 고양남 역 - 수컷, 나이 추정 불가. 1000년 넘게 산 고양이, 워낙 오래 살기도 했고, 길냥이로 이 골목 저 골목 다니며 주워들은 것들이 많아서인지 모르는 것 빼고 다 안다.

- 함태인 : 구 실장 (남, 20대 후반) 역 - 신도식의 비서, 특전사 출신의 훈남비서. 회사업무 보다는 도식과 인해를 연결시켜 주려는 임무를 맡고 있다.

- 서현철 : 주동일 (남, 60대) 역 - 인해의 아버지, 주집사 집안의 3대손이자, 인해의 친부. 100년 전, 선조가 우혈과 약속한대로 뱀파이어 집사로서 우혈이 깨어날 때까지 이 저택을 지키기로 하였으나, 수년 전 실종된 뒤 생사를 알 수 없어 사망처리 된 상태.

- 박철민 : 주 집사 (남) 역 - 주집사 집안의 1대손

- 미상 : 응급 환자 역

- 김현준 : 박수무당 역

- 송영재 : 교장 역

- 미상 : 도식의 아버지 역

- 미상 : 황소이의 전 남자친구 역

### 특별출연
- 최대철
- 박인환
- 장서연 : 황소이 역

## 시청률
최저 시청률과 최고 시청률은 시청률 조사회사와 지역별로 시청률에 차이가 있을 수 있습니다.
| 2023년 | 2023년   | 2023년         | 2023년       | 2023년 |
| 회차   | 방송일   | 닐슨 시청률    | 닐슨 시청률  |        |
| 회차   | 방송일   | 대한민국(전국) | 수도권(서울) |        |
| ------ | -------- | -------------- | ------------ | ------ |
| 제1회  | 6월 26일 | 4.1%           | 4.1%         |        |
| 제2회  | 6월 27일 | 3.5%           | 3.7%         |        |
| 제3회  | 7월 3일  | 3.3%           | 3.2%         |        |
| 제4회  | 7월 4일  | 3.6%           | 4.0%         |        |
| 제5회  | 7월 10일 | 2.8%           | 2.7%         |        |
| 제6회  | 7월 11일 | 3.1%           | 3.1%         |        |
| 제7회  | 7월 17일 | 2.9%           | 3.0%         |        |
| 제8회  | 7월 18일 | 2.8%           | 2.8%         |        |
| 제9회  | 7월 24일 | 2.3%           | -            |        |
| 제10회 | 7월 25일 | 2.5%           | 2.9%         |        |
| 제11회 | 7월 31일 | 1.9%           | -            |        |
| 제12회 | 8월 1일  | 2.4%           | -            |        |
| 제13회 | 8월 7일  | 2.0%           | -            |        |
| 제14회 | 8월 8일  | 2.1%           | -            |        |
| 제15회 | 8월 14일 | 2.6%           | 3.1%         |        |
| 제16회 | 8월 15일 | 3.0%           | 3.1%         |        |

## 수상 목록
- 2023년 제14회 코리아 드라마 어워즈 남자 핫 스타상 (고규필)

## 같이 보기
- 대한민국의 텔레비전 드라마 목록 (ㄱ)
- 2023년 대한민국의 텔레비전 드라마 목록
- 《사랑방 선수와 어머니》 : 2007년 하반기에 개봉된 대한민국 영화이다.
- 《가슴이 뛴다》 : 2011년에 발매된 대한민국 남자 가수 케이윌의 노래이다.

## 참고 사항
- 윤병희와 옥택연은 2021년에 방송된 tvN 주말드라마 《빈센조》 이후로 2년만에 재회하는 작품이다.
- 고규필은 영화 《범죄도시 3》 에 이어서 이번 작품에서도 코믹스러운 감초연기를 선보일 예정이다.
- 고규필과 김도건은 영화 《범죄도시 3》 이후로 1년만에 재회하는 작품이다.